# Losana
Losana es una localidad española del municipio de Retortillo de Soria, perteneciente a la provincia de Soria, en la comunidad autóma de Castilla y León.

## Geografía
Se halla situado en la falda norte de la sierra de Campisábalos. Formó parte de la Comunidad de Villa y Tierra de Caracena. Desde el punto de vista jerárquico de la Iglesia católica forma parte de la diócesis de Osma la cual, a su vez, pertenece a la archidiócesis de Burgos. Antiguamente formaba parte del arciprestazgo de Caracena en la diócesis de Sigüenza.

## Historia
En el censo de 1787, ordenado por el conde de Floridablanca,  figuraba como lugar del partido de Caracena en la intendencia de Soria, con jurisdicción de señorío y bajo la autoridad del alcalde pedáneo, nombrado por el duque de Uceda. Contaba entonces con 214 habitantes.
A la caída del Antiguo Régimen la localidad se constituye en municipio constitucional, conocido entonces como Losada, en la región de Castilla la Vieja, partido de El Burgo de Osma, que en el censo de 1842 contaba con 33 hogares y 130 vecinos.A mediados del siglo XIX crece el término del municipio porque incorpora a Manzanares, Peralejo y Rebollosa de Escudero.
El municipio de Losana desapareció en 1966, al fusionarse con los de Retortillo de Soria, Sauquillo de Paredes, Madruédano, Modamio, Torrevicente y Valvenedizo.

## Demografía
| Gráfica de evolución demográfica de Losana entre 1842 y 1960 |
| |
| Población de derecho según los censos de población del INE Población de hecho según los censos de población del INEEn este censo se denominaba Losada: 1842 Entre el censo de 1857 y el anterior, crece el término del municipio porque incorpora a 425057 (Manzanares), 425086 (Peralejo) y 425093 (Rebollosa de Escudero) Entre el censo de 1970 y el anterior, este municipio desaparece porque se integra en el municipio 42155 (Retortillo de Soria) |

En el año 1981 contaba con 23 habitantes, concentrados en el núcleo principal, pasando a 9 en  2010, 3 varones y 6 mujeres.
| Gráfica de evolución demográfica de Losana entre 2000 y 2010                                     |
|                                                                                                  |
| Población de derecho (2000-2010) según los censos de población del INE a 1 de enero de cada año. |

## Patrimonio
Su iglesia parroquial católica está dedicada a la Natividad de la Santísima Virgen, es aneja de la de Peralejo.